# Холливуд (индейская резервация)
Холливуд (англ. Hollywood Reservation) — индейская резервация племени семинолов в юго-восточной части штата Флорида, США, ранее была известна как резервация Даниа.

## География
Резервация расположена в округе Брауард, между городами Холливуд и Дейви. Общая площадь резервации составляет 2,048 км², из них 2,034 км² приходится на сушу и 0,014 км² — на воду.

## Демография
По данным федеральной переписи населения 1990 года, в резервации проживало 481 человек.
Согласно федеральной переписи населения 2020 года в резервации проживало 1 426 человек, насчитывалось 373 домашних хозяйств и 781 жилой дом. Средний доход на одно домашнее хозяйство в индейской резервации составлял 62 750 долларов США. Около 25,7 % всего населения находились за чертой бедности, в том числе 30,5 %, кому ещё не исполнилось 18 лет, и 26,8 % старше 65 лет.
Расовый состав распределился следующим образом: белые — 614 чел., афроамериканцы — 62 чел., коренные американцы (индейцы США) — 334 чел., азиаты — 46 чел., океанийцы — 2 чел., представители других рас — 92 чел., представители двух или более рас — 266 человек; испаноязычные или латиноамериканцы любой расы составили 439 человек. Плотность населения составляла 695,6 чел./км².

## Комментарии
1. ↑  Сам город не входит в состав резервации, а является лишь штаб-квартирой племени.